# Cvitović (Bośnia i Hercegowina)
Cvitović – wieś w Bośni i Hercegowinie, w Federacji Bośni i Hercegowiny, w kantonie środkowobośniackim, w gminie Jajce. W 2013 roku liczyła 151 mieszkańców, z czego większość stanowili Boszniacy.